# Gasellantiloper

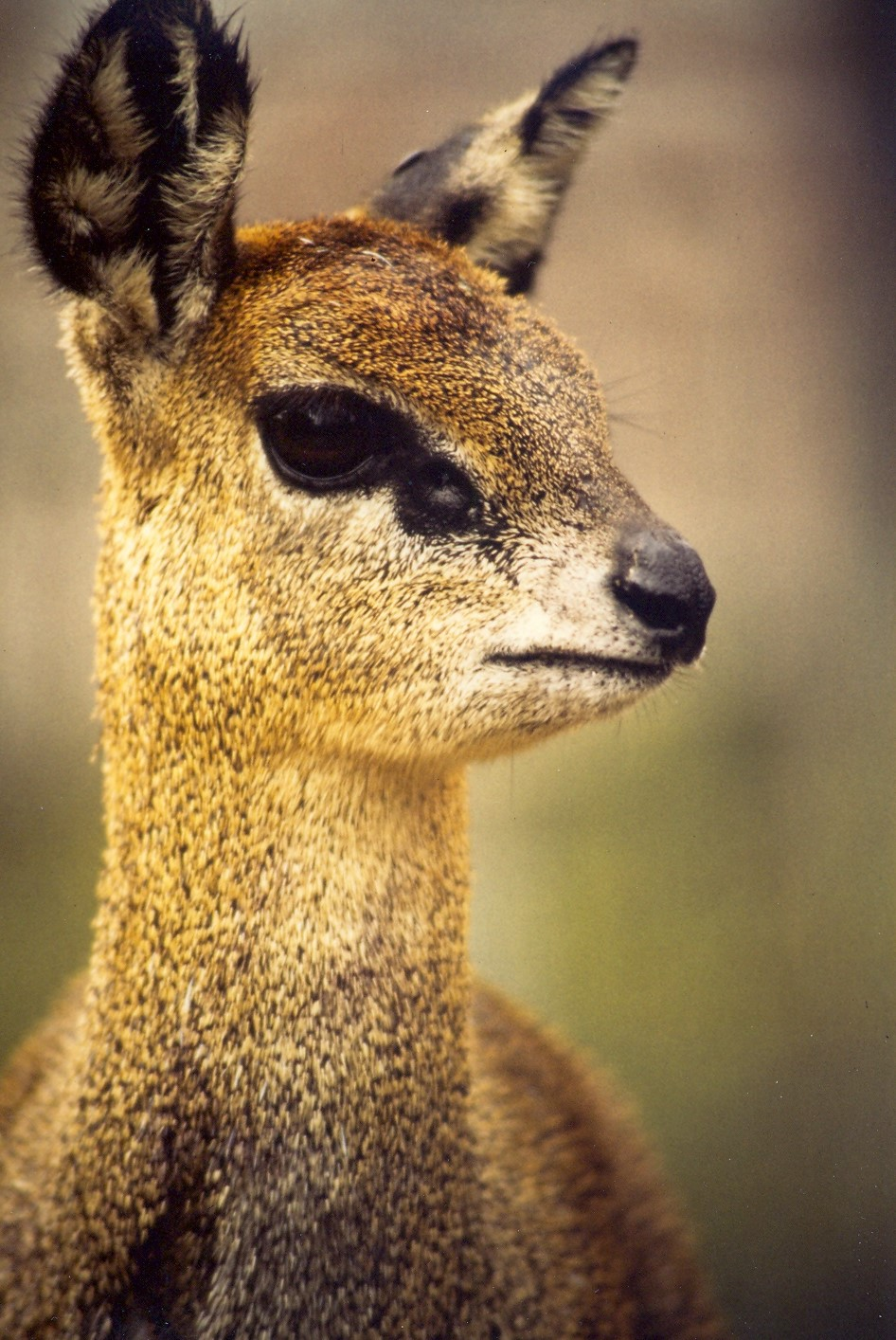
En hona av klippspringare, körteln framför ögat syns tydlig

Gasellantiloper eller gaseller och dvärgantiloper (Antilopinae) är en underfamilj i familjen slidhornsdjur som tillsammans med andra arter betecknas som antiloper.

## Kännetecken
I underfamiljen finns små till medelstora antiloper. De förekommer vanligen i torra öppna habitat i Afrika och Asien. Mellan arterna finns likheter i uppbyggnaden av skallen, tänderna och hornen. Nästan alla arter har påfallande körtlar framför ögonen. Angående storlek och pälsens färg finns nästan ingen könsdimorfism. Hos de större arterna finns horn vanligen hos bägge kön. Gasellantiloper lever oftast i grupper som består av en hanne och flera honor. Hos de flesta mindre arterna, som tidigare listades i en egen underfamilj (Neotraginae), är det bara hannarna som bär horn. För de mindre arterna är monogama par vanliga.

## Systematik
Wilson & Reeder (2005) skiljer mellan följande släkten och arter:
- släkte Oreotragus
  - klippspringare (Oreotragus oreotragus)
- släkte dvärgantiloper (Neotragus)
  - guineadvärgantilop N.pygmaeus
  - bates dvärgantilop N.batesi
  - suniantilop N.moschatus
- släkte Ourebia
  - oribi (Ourebia ourebi)
- släkte dik-dikantiloper (Madoqua)
  - salts dik-dik M.sattiana
  - M.piacentinii
  - kirks dik-dik M.kirki
  - günters dik-dik M.guentheri
- släkte Dorcatragus
  - beiraantilop (Dorcatragus megalotis)
- släkte Raphicerus
  - kapgrysbock R. melanotis
  - sharpes stenantilop R. sharpei
  - stenantilop R. campestris
- släkte getgaseller (Procapra)
  - tibetansk getgasell P. picticaudata
  - Procapra przewalskii
  - Procapra gutturosa
- släkte Saiga
  - saigaantilop (Saiga tatarica), ibland delad i två arter
- släkte Litocranius
  - giraffgasell (Litocranius walleri)
- släkte Ammodorcas
  - lamagasell (Ammodorcas clarkei)
- släkte Antidorcas
  - springbock (Antidorcas marsupialis)
- släkte Antilope
  - besoarantilop (Antilope cervicapra)
- släkte gaseller (Gazella), 10 till 15 arter
- släkte Eudorcas, 3 arter, däribland en utdöd, räknas ibland till Gazella
- släkte Nanger, 3 arter, räknas ibland till Gazella

De 6 förstnämnda släktena listades tidigare i en egen underfamilj, Neotraginae. Det borde inte motsvara deras släktskapsförhållanden. Klippspringare och arterna i släktet dvärgantiloper uppkom ganska tidigt under miocen. De andra fyra släktena (Ourebia, Madoqua, Dorcatragus och Raphicerus) är mera släkt med varandra och även närmare släkt med de större medlemmarna i underfamiljen.
Bland de större medlemmarna utgör getgassellerna en självständig sidolinje. Saigaantilopen skiljer sig från de andra medlemmarna i utseende men tillhör underfamiljen på grund av molekylärgenetiska likheter.